# Famille Leclerc (Pontoise)
Pour les articles homonymes, voir Leclerc.
La famille Leclerc est une famille originaire de Pontoise (province d'Île-de-France), titrée sous le Premier Empire.
Cette famille s'est notamment illustrée, sous le Consulat et le Premier Empire, dans la carrière militaire et par de brillants mariages.

## Généalogie
|                                                                              |                                                                              |                                                                              |                                                                              |                                                                              |                                                                              |                                               |                                               | | | | | Marie Dubray | Marie Dubray | Marie Dubray                                        | Marie Dubray                                        | Marie Dubray                                                         | Marie Dubray                                                         |                                                                      |                                                                      | Pierre Rouger ° ca. 1629 † 17-3-1704 Pontoise Notre-Dame             | Pierre Rouger ° ca. 1629 † 17-3-1704 Pontoise Notre-Dame             | Pierre Rouger ° ca. 1629 † 17-3-1704 Pontoise Notre-Dame | Pierre Rouger ° ca. 1629 † 17-3-1704 Pontoise Notre-Dame | Pierre Rouger ° ca. 1629 † 17-3-1704 Pontoise Notre-Dame                                                | Pierre Rouger ° ca. 1629 † 17-3-1704 Pontoise Notre-Dame                                                | | | Catherine Leclerc ° ca. 1638 † 8-5-1705 Pontoise ND x 27-6-1679 Pontoise ND                             | Catherine Leclerc ° ca. 1638 † 8-5-1705 Pontoise ND x 27-6-1679 Pontoise ND                             | Catherine Leclerc ° ca. 1638 † 8-5-1705 Pontoise ND x 27-6-1679 Pontoise ND                 | Catherine Leclerc ° ca. 1638 † 8-5-1705 Pontoise ND x 27-6-1679 Pontoise ND                 | Catherine Leclerc ° ca. 1638 † 8-5-1705 Pontoise ND x 27-6-1679 Pontoise ND                                                 | Catherine Leclerc ° ca. 1638 † 8-5-1705 Pontoise ND x 27-6-1679 Pontoise ND                                                 | | | | |                                                                                                |                                                                                                | | | | | | |  |  |  |  |  |  |  |  |  |  |  |  |  |  |  |  |  |  |  |  |  |  |  |  |  |  |  |  |  |  |  |  |  |  |  |  |  |  |
|                                                                              |                                                                              |                                                                              |                                                                              |                                                                              |                                                                              |                                               |                                               | | | | | Marie Dubray | Marie Dubray | Marie Dubray                                        | Marie Dubray                                        | Marie Dubray                                                         | Marie Dubray                                                         |                                                                      |                                                                      | Pierre Rouger ° ca. 1629 † 17-3-1704 Pontoise Notre-Dame             | Pierre Rouger ° ca. 1629 † 17-3-1704 Pontoise Notre-Dame             | Pierre Rouger ° ca. 1629 † 17-3-1704 Pontoise Notre-Dame | Pierre Rouger ° ca. 1629 † 17-3-1704 Pontoise Notre-Dame | Pierre Rouger ° ca. 1629 † 17-3-1704 Pontoise Notre-Dame                                                | Pierre Rouger ° ca. 1629 † 17-3-1704 Pontoise Notre-Dame                                                | | | Catherine Leclerc ° ca. 1638 † 8-5-1705 Pontoise ND x 27-6-1679 Pontoise ND                             | Catherine Leclerc ° ca. 1638 † 8-5-1705 Pontoise ND x 27-6-1679 Pontoise ND                             | Catherine Leclerc ° ca. 1638 † 8-5-1705 Pontoise ND x 27-6-1679 Pontoise ND                 | Catherine Leclerc ° ca. 1638 † 8-5-1705 Pontoise ND x 27-6-1679 Pontoise ND                 | Catherine Leclerc ° ca. 1638 † 8-5-1705 Pontoise ND x 27-6-1679 Pontoise ND                                                 | Catherine Leclerc ° ca. 1638 † 8-5-1705 Pontoise ND x 27-6-1679 Pontoise ND                                                 | | | | |                                                                                                |                                                                                                | | | | | | |  |  |  |  |  |  |  |  |  |  |  |  |  |  |  |  |  |  |  |  |  |  |  |  |  |  |  |  |  |  |  |  |  |  |  |  |  |  |
|                                                                              |                                                                              |                                                                              |                                                                              |                                                                              |                                                                              |                                               |                                               | | | | | | |                                                     |                                                     |                                                                      |                                                                      |                                                                      |                                                                      |                                                                      |                                                                      |                                                          |                                                          | | | | | | |                                                                                             |                                                                                             | | | | | | |                                                                                                |                                                                                                | | | | | | |  |  |  |  |  |  |  |  |  |  |  |  |  |  |  |  |  |  |  |  |  |  |  |  |  |  |  |  |  |  |  |  |  |  |  |  |  |  |
|                                                                              |                                                                              |                                                                              |                                                                              |                                                                              |                                                                              |                                               |                                               | Charles Leclerc x 25-2-1695 Pontoise ND                                                                          | Charles Leclerc x 25-2-1695 Pontoise ND                                                                          | Charles Leclerc x 25-2-1695 Pontoise ND                                                                          | Charles Leclerc x 25-2-1695 Pontoise ND                                                                          | Charles Leclerc x 25-2-1695 Pontoise ND                                                                          | Charles Leclerc x 25-2-1695 Pontoise ND                                                                          |                                                     |                                                     | Geneviève Rouger                                                     | Geneviève Rouger                                                     | Geneviève Rouger                                                     | Geneviève Rouger                                                     | Geneviève Rouger                                                     | Geneviève Rouger                                                     |                                                          |                                                          | Marie Catherine Rouger ° 9-8-1680 Pontoise ND †                                                         | Marie Catherine Rouger ° 9-8-1680 Pontoise ND †                                                         | Marie Catherine Rouger ° 9-8-1680 Pontoise ND †                                                         | Marie Catherine Rouger ° 9-8-1680 Pontoise ND †                                                         | Marie Catherine Rouger ° 9-8-1680 Pontoise ND †                                                         | Marie Catherine Rouger ° 9-8-1680 Pontoise ND †                                                         |                                                                                             |                                                                                             | Jean Musquinet ° 18-10-1674 Pontoise ND † x 15-2-1700 Pontoise ND                                                           | Jean Musquinet ° 18-10-1674 Pontoise ND † x 15-2-1700 Pontoise ND                                                           | Jean Musquinet ° 18-10-1674 Pontoise ND † x 15-2-1700 Pontoise ND                                                           | Jean Musquinet ° 18-10-1674 Pontoise ND † x 15-2-1700 Pontoise ND                                                           | Jean Musquinet ° 18-10-1674 Pontoise ND † x 15-2-1700 Pontoise ND                                                           | Jean Musquinet ° 18-10-1674 Pontoise ND † x 15-2-1700 Pontoise ND                                                           |                                                                                                |                                                                                                | | | | | | |  |  |  |  |  |  |  |  |  |  |  |  |  |  |  |  |  |  |  |  |  |  |  |  |  |  |  |  |  |  |  |  |  |  |  |  |  |  |
|                                                                              |                                                                              |                                                                              |                                                                              |                                                                              |                                                                              |                                               |                                               | Charles Leclerc x 25-2-1695 Pontoise ND                                                                          | Charles Leclerc x 25-2-1695 Pontoise ND                                                                          | Charles Leclerc x 25-2-1695 Pontoise ND                                                                          | Charles Leclerc x 25-2-1695 Pontoise ND                                                                          | Charles Leclerc x 25-2-1695 Pontoise ND                                                                          | Charles Leclerc x 25-2-1695 Pontoise ND                                                                          |                                                     |                                                     | Geneviève Rouger                                                     | Geneviève Rouger                                                     | Geneviève Rouger                                                     | Geneviève Rouger                                                     | Geneviève Rouger                                                     | Geneviève Rouger                                                     |                                                          |                                                          | Marie Catherine Rouger ° 9-8-1680 Pontoise ND †                                                         | Marie Catherine Rouger ° 9-8-1680 Pontoise ND †                                                         | Marie Catherine Rouger ° 9-8-1680 Pontoise ND †                                                         | Marie Catherine Rouger ° 9-8-1680 Pontoise ND †                                                         | Marie Catherine Rouger ° 9-8-1680 Pontoise ND †                                                         | Marie Catherine Rouger ° 9-8-1680 Pontoise ND †                                                         |                                                                                             |                                                                                             | Jean Musquinet ° 18-10-1674 Pontoise ND † x 15-2-1700 Pontoise ND                                                           | Jean Musquinet ° 18-10-1674 Pontoise ND † x 15-2-1700 Pontoise ND                                                           | Jean Musquinet ° 18-10-1674 Pontoise ND † x 15-2-1700 Pontoise ND                                                           | Jean Musquinet ° 18-10-1674 Pontoise ND † x 15-2-1700 Pontoise ND                                                           | Jean Musquinet ° 18-10-1674 Pontoise ND † x 15-2-1700 Pontoise ND                                                           | Jean Musquinet ° 18-10-1674 Pontoise ND † x 15-2-1700 Pontoise ND                                                           |                                                                                                |                                                                                                | | | | | | |  |  |  |  |  |  |  |  |  |  |  |  |  |  |  |  |  |  |  |  |  |  |  |  |  |  |  |  |  |  |  |  |  |  |  |  |  |  |
|                                                                              |                                                                              |                                                                              |                                                                              |                                                                              |                                                                              |                                               |                                               | | | | | | |                                                     |                                                     |                                                                      |                                                                      |                                                                      |                                                                      |                                                                      |                                                                      |                                                          |                                                          | | | | | | |                                                                                             |                                                                                             | | | | | | |                                                                                                |                                                                                                | | | | | | |  |  |  |  |  |  |  |  |  |  |  |  |  |  |  |  |  |  |  |  |  |  |  |  |  |  |  |  |  |  |  |  |  |  |  |  |  |  |
|                                                                              |                                                                              |                                                                              |                                                                              | Marie Catherine Leguay x 7-7-1727 Pontoise ND                                | Marie Catherine Leguay x 7-7-1727 Pontoise ND                                | Marie Catherine Leguay x 7-7-1727 Pontoise ND | Marie Catherine Leguay x 7-7-1727 Pontoise ND | Marie Catherine Leguay x 7-7-1727 Pontoise ND                                                                    | Marie Catherine Leguay x 7-7-1727 Pontoise ND                                                                    | | | Jean Paul Leclerc ° ca.1700 † 18-9-1789 Pontoise ND                                                              | Jean Paul Leclerc ° ca.1700 † 18-9-1789 Pontoise ND                                                              | Jean Paul Leclerc ° ca.1700 † 18-9-1789 Pontoise ND | Jean Paul Leclerc ° ca.1700 † 18-9-1789 Pontoise ND | Jean Paul Leclerc ° ca.1700 † 18-9-1789 Pontoise ND                  | Jean Paul Leclerc ° ca.1700 † 18-9-1789 Pontoise ND                  |                                                                      |                                                                      |                                                                      |                                                                      |                                                          |                                                          | | | | | Nicolas Marin Musquinet ° 31-3-1714 Pontoise † 7-5-1798 Pontoise marchand de laine, échevin             | Nicolas Marin Musquinet ° 31-3-1714 Pontoise † 7-5-1798 Pontoise marchand de laine, échevin             | Nicolas Marin Musquinet ° 31-3-1714 Pontoise † 7-5-1798 Pontoise marchand de laine, échevin | Nicolas Marin Musquinet ° 31-3-1714 Pontoise † 7-5-1798 Pontoise marchand de laine, échevin | Nicolas Marin Musquinet ° 31-3-1714 Pontoise † 7-5-1798 Pontoise marchand de laine, échevin                                 | Nicolas Marin Musquinet ° 31-3-1714 Pontoise † 7-5-1798 Pontoise marchand de laine, échevin                                 | | | Jeanne Marie Louise Levasseur ° ca.1720 † 5-11-1784 Pontoise ND x 6-10-1738 Pontoise St-Maclou                              | Jeanne Marie Louise Levasseur ° ca.1720 † 5-11-1784 Pontoise ND x 6-10-1738 Pontoise St-Maclou                              | Jeanne Marie Louise Levasseur ° ca.1720 † 5-11-1784 Pontoise ND x 6-10-1738 Pontoise St-Maclou | Jeanne Marie Louise Levasseur ° ca.1720 † 5-11-1784 Pontoise ND x 6-10-1738 Pontoise St-Maclou | Jeanne Marie Louise Levasseur ° ca.1720 † 5-11-1784 Pontoise ND x 6-10-1738 Pontoise St-Maclou                                              | Jeanne Marie Louise Levasseur ° ca.1720 † 5-11-1784 Pontoise ND x 6-10-1738 Pontoise St-Maclou                                              | | | | |  |  |  |  |  |  |  |  |  |  |  |  |  |  |  |  |  |  |  |  |  |  |  |  |  |  |  |  |  |  |  |  |  |  |  |  |  |  |
|                                                                              |                                                                              |                                                                              |                                                                              | Marie Catherine Leguay x 7-7-1727 Pontoise ND                                | Marie Catherine Leguay x 7-7-1727 Pontoise ND                                | Marie Catherine Leguay x 7-7-1727 Pontoise ND | Marie Catherine Leguay x 7-7-1727 Pontoise ND | Marie Catherine Leguay x 7-7-1727 Pontoise ND                                                                    | Marie Catherine Leguay x 7-7-1727 Pontoise ND                                                                    | | | Jean Paul Leclerc ° ca.1700 † 18-9-1789 Pontoise ND                                                              | Jean Paul Leclerc ° ca.1700 † 18-9-1789 Pontoise ND                                                              | Jean Paul Leclerc ° ca.1700 † 18-9-1789 Pontoise ND | Jean Paul Leclerc ° ca.1700 † 18-9-1789 Pontoise ND | Jean Paul Leclerc ° ca.1700 † 18-9-1789 Pontoise ND                  | Jean Paul Leclerc ° ca.1700 † 18-9-1789 Pontoise ND                  |                                                                      |                                                                      |                                                                      |                                                                      |                                                          |                                                          | | | | | Nicolas Marin Musquinet ° 31-3-1714 Pontoise † 7-5-1798 Pontoise marchand de laine, échevin             | Nicolas Marin Musquinet ° 31-3-1714 Pontoise † 7-5-1798 Pontoise marchand de laine, échevin             | Nicolas Marin Musquinet ° 31-3-1714 Pontoise † 7-5-1798 Pontoise marchand de laine, échevin | Nicolas Marin Musquinet ° 31-3-1714 Pontoise † 7-5-1798 Pontoise marchand de laine, échevin | Nicolas Marin Musquinet ° 31-3-1714 Pontoise † 7-5-1798 Pontoise marchand de laine, échevin                                 | Nicolas Marin Musquinet ° 31-3-1714 Pontoise † 7-5-1798 Pontoise marchand de laine, échevin                                 | | | Jeanne Marie Louise Levasseur ° ca.1720 † 5-11-1784 Pontoise ND x 6-10-1738 Pontoise St-Maclou                              | Jeanne Marie Louise Levasseur ° ca.1720 † 5-11-1784 Pontoise ND x 6-10-1738 Pontoise St-Maclou                              | Jeanne Marie Louise Levasseur ° ca.1720 † 5-11-1784 Pontoise ND x 6-10-1738 Pontoise St-Maclou | Jeanne Marie Louise Levasseur ° ca.1720 † 5-11-1784 Pontoise ND x 6-10-1738 Pontoise St-Maclou | Jeanne Marie Louise Levasseur ° ca.1720 † 5-11-1784 Pontoise ND x 6-10-1738 Pontoise St-Maclou                                              | Jeanne Marie Louise Levasseur ° ca.1720 † 5-11-1784 Pontoise ND x 6-10-1738 Pontoise St-Maclou                                              | | | | |  |  |  |  |  |  |  |  |  |  |  |  |  |  |  |  |  |  |  |  |  |  |  |  |  |  |  |  |  |  |  |  |  |  |  |  |  |  |
|                                                                              |                                                                              |                                                                              |                                                                              |                                                                              |                                                                              |                                               |                                               | | | | | | |                                                     |                                                     |                                                                      |                                                                      |                                                                      |                                                                      |                                                                      |                                                                      |                                                          |                                                          | | | | | | |                                                                                             |                                                                                             | | | | | | |                                                                                                |                                                                                                | | | | | | |  |  |  |  |  |  |  |  |  |  |  |  |  |  |  |  |  |  |  |  |  |  |  |  |  |  |  |  |  |  |  |  |  |  |  |  |  |  |
|                                                                              |                                                                              |                                                                              |                                                                              |                                                                              |                                                                              |                                               |                                               | | | | | | |                                                     |                                                     |                                                                      |                                                                      |                                                                      |                                                                      |                                                                      |                                                                      |                                                          |                                                          | | | | | | |                                                                                             |                                                                                             | | | | | | |                                                                                                |                                                                                                | | | | | | |  |  |  |  |  |  |  |  |  |  |  |  |  |  |  |  |  |  |  |  |  |  |  |  |  |  |  |  |  |  |  |  |  |  |  |  |  |  |
|                                                                              |                                                                              |                                                                              |                                                                              |                                                                              |                                                                              |                                               |                                               | Jean Paul Leclerc ° 10-3-1735 Pontoise ND † 30-8-1790 Pontoise ND conseiller du roi au grenier à sel de Pontoise | Jean Paul Leclerc ° 10-3-1735 Pontoise ND † 30-8-1790 Pontoise ND conseiller du roi au grenier à sel de Pontoise | Jean Paul Leclerc ° 10-3-1735 Pontoise ND † 30-8-1790 Pontoise ND conseiller du roi au grenier à sel de Pontoise | Jean Paul Leclerc ° 10-3-1735 Pontoise ND † 30-8-1790 Pontoise ND conseiller du roi au grenier à sel de Pontoise | Jean Paul Leclerc ° 10-3-1735 Pontoise ND † 30-8-1790 Pontoise ND conseiller du roi au grenier à sel de Pontoise | Jean Paul Leclerc ° 10-3-1735 Pontoise ND † 30-8-1790 Pontoise ND conseiller du roi au grenier à sel de Pontoise |                                                     |                                                     |                                                                      |                                                                      |                                                                      |                                                                      |                                                                      |                                                                      |                                                          |                                                          | | | | | Louise Musquinet ° 24-5-1743 Pontoise ND † x 19-5-1765 Pontoise ND                                      | Louise Musquinet ° 24-5-1743 Pontoise ND † x 19-5-1765 Pontoise ND                                      | Louise Musquinet ° 24-5-1743 Pontoise ND † x 19-5-1765 Pontoise ND                          | Louise Musquinet ° 24-5-1743 Pontoise ND † x 19-5-1765 Pontoise ND                          | Louise Musquinet ° 24-5-1743 Pontoise ND † x 19-5-1765 Pontoise ND                                                          | Louise Musquinet ° 24-5-1743 Pontoise ND † x 19-5-1765 Pontoise ND                                                          | | | Jean Charles Musquinet de Beaupré ° 21-5-1749 Pontoise ND † 26-2-1813 Berlin général                                        | Jean Charles Musquinet de Beaupré ° 21-5-1749 Pontoise ND † 26-2-1813 Berlin général                                        | Jean Charles Musquinet de Beaupré ° 21-5-1749 Pontoise ND † 26-2-1813 Berlin général           | Jean Charles Musquinet de Beaupré ° 21-5-1749 Pontoise ND † 26-2-1813 Berlin général           | Jean Charles Musquinet de Beaupré ° 21-5-1749 Pontoise ND † 26-2-1813 Berlin général                                                        | Jean Charles Musquinet de Beaupré ° 21-5-1749 Pontoise ND † 26-2-1813 Berlin général                                                        | | | | |  |  |  |  |  |  |  |  |  |  |  |  |  |  |  |  |  |  |  |  |  |  |  |  |  |  |  |  |  |  |  |  |  |  |  |  |  |  |
|                                                                              |                                                                              |                                                                              |                                                                              |                                                                              |                                                                              |                                               |                                               | Jean Paul Leclerc ° 10-3-1735 Pontoise ND † 30-8-1790 Pontoise ND conseiller du roi au grenier à sel de Pontoise | Jean Paul Leclerc ° 10-3-1735 Pontoise ND † 30-8-1790 Pontoise ND conseiller du roi au grenier à sel de Pontoise | Jean Paul Leclerc ° 10-3-1735 Pontoise ND † 30-8-1790 Pontoise ND conseiller du roi au grenier à sel de Pontoise | Jean Paul Leclerc ° 10-3-1735 Pontoise ND † 30-8-1790 Pontoise ND conseiller du roi au grenier à sel de Pontoise | Jean Paul Leclerc ° 10-3-1735 Pontoise ND † 30-8-1790 Pontoise ND conseiller du roi au grenier à sel de Pontoise | Jean Paul Leclerc ° 10-3-1735 Pontoise ND † 30-8-1790 Pontoise ND conseiller du roi au grenier à sel de Pontoise |                                                     |                                                     |                                                                      |                                                                      |                                                                      |                                                                      |                                                                      |                                                                      |                                                          |                                                          | | | | | Louise Musquinet ° 24-5-1743 Pontoise ND † x 19-5-1765 Pontoise ND                                      | Louise Musquinet ° 24-5-1743 Pontoise ND † x 19-5-1765 Pontoise ND                                      | Louise Musquinet ° 24-5-1743 Pontoise ND † x 19-5-1765 Pontoise ND                          | Louise Musquinet ° 24-5-1743 Pontoise ND † x 19-5-1765 Pontoise ND                          | Louise Musquinet ° 24-5-1743 Pontoise ND † x 19-5-1765 Pontoise ND                                                          | Louise Musquinet ° 24-5-1743 Pontoise ND † x 19-5-1765 Pontoise ND                                                          | | | Jean Charles Musquinet de Beaupré ° 21-5-1749 Pontoise ND † 26-2-1813 Berlin général                                        | Jean Charles Musquinet de Beaupré ° 21-5-1749 Pontoise ND † 26-2-1813 Berlin général                                        | Jean Charles Musquinet de Beaupré ° 21-5-1749 Pontoise ND † 26-2-1813 Berlin général           | Jean Charles Musquinet de Beaupré ° 21-5-1749 Pontoise ND † 26-2-1813 Berlin général           | Jean Charles Musquinet de Beaupré ° 21-5-1749 Pontoise ND † 26-2-1813 Berlin général                                                        | Jean Charles Musquinet de Beaupré ° 21-5-1749 Pontoise ND † 26-2-1813 Berlin général                                                        | | | | |  |  |  |  |  |  |  |  |  |  |  |  |  |  |  |  |  |  |  |  |  |  |  |  |  |  |  |  |  |  |  |  |  |  |  |  |  |  |
|                                                                              |                                                                              |                                                                              |                                                                              |                                                                              |                                                                              |                                               |                                               | | | | | | |                                                     |                                                     |                                                                      |                                                                      |                                                                      |                                                                      |                                                                      |                                                                      |                                                          |                                                          | | | | | | |                                                                                             |                                                                                             | | | | | | |                                                                                                |                                                                                                | | | | | | |  |  |  |  |  |  |  |  |  |  |  |  |  |  |  |  |  |  |  |  |  |  |  |  |  |  |  |  |  |  |  |  |  |  |  |  |  |  |
|                                                                              |                                                                              |                                                                              |                                                                              |                                                                              |                                                                              |                                               |                                               | | | | | | |                                                     |                                                     |                                                                      |                                                                      |                                                                      |                                                                      |                                                                      |                                                                      |                                                          |                                                          | | | | | | |                                                                                             |                                                                                             | | | | | | |                                                                                                |                                                                                                | | | | | | |  |  |  |  |  |  |  |  |  |  |  |  |  |  |  |  |  |  |  |  |  |  |  |  |  |  |  |  |  |  |  |  |  |  |  |  |  |  |
| Jean Louis Leclerc (1767-1822) député au Corps législatif préfet napoléonien | Jean Louis Leclerc (1767-1822) député au Corps législatif préfet napoléonien | Jean Louis Leclerc (1767-1822) député au Corps législatif préfet napoléonien | Jean Louis Leclerc (1767-1822) député au Corps législatif préfet napoléonien | Jean Louis Leclerc (1767-1822) député au Corps législatif préfet napoléonien | Jean Louis Leclerc (1767-1822) député au Corps législatif préfet napoléonien |                                               |                                               | Jean Nicolas Marin Leclerc ° 14-11-1768 Pontoise mort en bas âge                                                 | Jean Nicolas Marin Leclerc ° 14-11-1768 Pontoise mort en bas âge                                                 | Jean Nicolas Marin Leclerc ° 14-11-1768 Pontoise mort en bas âge                                                 | Jean Nicolas Marin Leclerc ° 14-11-1768 Pontoise mort en bas âge                                                 | Jean Nicolas Marin Leclerc ° 14-11-1768 Pontoise mort en bas âge                                                 | Jean Nicolas Marin Leclerc ° 14-11-1768 Pontoise mort en bas âge                                                 |                                                     |                                                     | Louis Nicolas comte Leclerc des Essarts (1770-1820) général d'Empire | Louis Nicolas comte Leclerc des Essarts (1770-1820) général d'Empire | Louis Nicolas comte Leclerc des Essarts (1770-1820) général d'Empire | Louis Nicolas comte Leclerc des Essarts (1770-1820) général d'Empire | Louis Nicolas comte Leclerc des Essarts (1770-1820) général d'Empire | Louis Nicolas comte Leclerc des Essarts (1770-1820) général d'Empire |                                                          |                                                          | Charles Emmanuel Leclerc (1772-1802) général de la Révolution x 14-6-1797 Pauline Bonaparte (1780-1825) | Charles Emmanuel Leclerc (1772-1802) général de la Révolution x 14-6-1797 Pauline Bonaparte (1780-1825) | Charles Emmanuel Leclerc (1772-1802) général de la Révolution x 14-6-1797 Pauline Bonaparte (1780-1825) | Charles Emmanuel Leclerc (1772-1802) général de la Révolution x 14-6-1797 Pauline Bonaparte (1780-1825) | Charles Emmanuel Leclerc (1772-1802) général de la Révolution x 14-6-1797 Pauline Bonaparte (1780-1825) | Charles Emmanuel Leclerc (1772-1802) général de la Révolution x 14-6-1797 Pauline Bonaparte (1780-1825) |                                                                                             |                                                                                             | Louise Françoise Charlotte Leclerc ° 27-1-1776 Pontoise † 6-3-1853 Seraincourt x 22-12-1804 Louis, comte Friant (1758-1829) | Louise Françoise Charlotte Leclerc ° 27-1-1776 Pontoise † 6-3-1853 Seraincourt x 22-12-1804 Louis, comte Friant (1758-1829) | Louise Françoise Charlotte Leclerc ° 27-1-1776 Pontoise † 6-3-1853 Seraincourt x 22-12-1804 Louis, comte Friant (1758-1829) | Louise Françoise Charlotte Leclerc ° 27-1-1776 Pontoise † 6-3-1853 Seraincourt x 22-12-1804 Louis, comte Friant (1758-1829) | Louise Françoise Charlotte Leclerc ° 27-1-1776 Pontoise † 6-3-1853 Seraincourt x 22-12-1804 Louis, comte Friant (1758-1829) | Louise Françoise Charlotte Leclerc ° 27-1-1776 Pontoise † 6-3-1853 Seraincourt x 22-12-1804 Louis, comte Friant (1758-1829) |                                                                                                |                                                                                                | Louise Aimée Julie Leclerc ° 19-6-1782 Pontoise † 17-12-1868 Paris x 12-11-1801 Louis-Nicolas Davout (1770-1823) maréchal, duc d'Auerstaedt | Louise Aimée Julie Leclerc ° 19-6-1782 Pontoise † 17-12-1868 Paris x 12-11-1801 Louis-Nicolas Davout (1770-1823) maréchal, duc d'Auerstaedt | Louise Aimée Julie Leclerc ° 19-6-1782 Pontoise † 17-12-1868 Paris x 12-11-1801 Louis-Nicolas Davout (1770-1823) maréchal, duc d'Auerstaedt | Louise Aimée Julie Leclerc ° 19-6-1782 Pontoise † 17-12-1868 Paris x 12-11-1801 Louis-Nicolas Davout (1770-1823) maréchal, duc d'Auerstaedt | Louise Aimée Julie Leclerc ° 19-6-1782 Pontoise † 17-12-1868 Paris x 12-11-1801 Louis-Nicolas Davout (1770-1823) maréchal, duc d'Auerstaedt | Louise Aimée Julie Leclerc ° 19-6-1782 Pontoise † 17-12-1868 Paris x 12-11-1801 Louis-Nicolas Davout (1770-1823) maréchal, duc d'Auerstaedt |  |  |  |  |  |  |  |  |  |  |  |  |  |  |  |  |  |  |  |  |  |  |  |  |  |  |  |  |  |  |  |  |  |  |  |  |  |  |
| Jean Louis Leclerc (1767-1822) député au Corps législatif préfet napoléonien | Jean Louis Leclerc (1767-1822) député au Corps législatif préfet napoléonien | Jean Louis Leclerc (1767-1822) député au Corps législatif préfet napoléonien | Jean Louis Leclerc (1767-1822) député au Corps législatif préfet napoléonien | Jean Louis Leclerc (1767-1822) député au Corps législatif préfet napoléonien | Jean Louis Leclerc (1767-1822) député au Corps législatif préfet napoléonien |                                               |                                               | Jean Nicolas Marin Leclerc ° 14-11-1768 Pontoise mort en bas âge                                                 | Jean Nicolas Marin Leclerc ° 14-11-1768 Pontoise mort en bas âge                                                 | Jean Nicolas Marin Leclerc ° 14-11-1768 Pontoise mort en bas âge                                                 | Jean Nicolas Marin Leclerc ° 14-11-1768 Pontoise mort en bas âge                                                 | Jean Nicolas Marin Leclerc ° 14-11-1768 Pontoise mort en bas âge                                                 | Jean Nicolas Marin Leclerc ° 14-11-1768 Pontoise mort en bas âge                                                 |                                                     |                                                     | Louis Nicolas comte Leclerc des Essarts (1770-1820) général d'Empire | Louis Nicolas comte Leclerc des Essarts (1770-1820) général d'Empire | Louis Nicolas comte Leclerc des Essarts (1770-1820) général d'Empire | Louis Nicolas comte Leclerc des Essarts (1770-1820) général d'Empire | Louis Nicolas comte Leclerc des Essarts (1770-1820) général d'Empire | Louis Nicolas comte Leclerc des Essarts (1770-1820) général d'Empire |                                                          |                                                          | Charles Emmanuel Leclerc (1772-1802) général de la Révolution x 14-6-1797 Pauline Bonaparte (1780-1825) | Charles Emmanuel Leclerc (1772-1802) général de la Révolution x 14-6-1797 Pauline Bonaparte (1780-1825) | Charles Emmanuel Leclerc (1772-1802) général de la Révolution x 14-6-1797 Pauline Bonaparte (1780-1825) | Charles Emmanuel Leclerc (1772-1802) général de la Révolution x 14-6-1797 Pauline Bonaparte (1780-1825) | Charles Emmanuel Leclerc (1772-1802) général de la Révolution x 14-6-1797 Pauline Bonaparte (1780-1825) | Charles Emmanuel Leclerc (1772-1802) général de la Révolution x 14-6-1797 Pauline Bonaparte (1780-1825) |                                                                                             |                                                                                             | Louise Françoise Charlotte Leclerc ° 27-1-1776 Pontoise † 6-3-1853 Seraincourt x 22-12-1804 Louis, comte Friant (1758-1829) | Louise Françoise Charlotte Leclerc ° 27-1-1776 Pontoise † 6-3-1853 Seraincourt x 22-12-1804 Louis, comte Friant (1758-1829) | Louise Françoise Charlotte Leclerc ° 27-1-1776 Pontoise † 6-3-1853 Seraincourt x 22-12-1804 Louis, comte Friant (1758-1829) | Louise Françoise Charlotte Leclerc ° 27-1-1776 Pontoise † 6-3-1853 Seraincourt x 22-12-1804 Louis, comte Friant (1758-1829) | Louise Françoise Charlotte Leclerc ° 27-1-1776 Pontoise † 6-3-1853 Seraincourt x 22-12-1804 Louis, comte Friant (1758-1829) | Louise Françoise Charlotte Leclerc ° 27-1-1776 Pontoise † 6-3-1853 Seraincourt x 22-12-1804 Louis, comte Friant (1758-1829) |                                                                                                |                                                                                                | Louise Aimée Julie Leclerc ° 19-6-1782 Pontoise † 17-12-1868 Paris x 12-11-1801 Louis-Nicolas Davout (1770-1823) maréchal, duc d'Auerstaedt | Louise Aimée Julie Leclerc ° 19-6-1782 Pontoise † 17-12-1868 Paris x 12-11-1801 Louis-Nicolas Davout (1770-1823) maréchal, duc d'Auerstaedt | Louise Aimée Julie Leclerc ° 19-6-1782 Pontoise † 17-12-1868 Paris x 12-11-1801 Louis-Nicolas Davout (1770-1823) maréchal, duc d'Auerstaedt | Louise Aimée Julie Leclerc ° 19-6-1782 Pontoise † 17-12-1868 Paris x 12-11-1801 Louis-Nicolas Davout (1770-1823) maréchal, duc d'Auerstaedt | Louise Aimée Julie Leclerc ° 19-6-1782 Pontoise † 17-12-1868 Paris x 12-11-1801 Louis-Nicolas Davout (1770-1823) maréchal, duc d'Auerstaedt | Louise Aimée Julie Leclerc ° 19-6-1782 Pontoise † 17-12-1868 Paris x 12-11-1801 Louis-Nicolas Davout (1770-1823) maréchal, duc d'Auerstaedt |  |  |  |  |  |  |  |  |  |  |  |  |  |  |  |  |  |  |  |  |  |  |  |  |  |  |  |  |  |  |  |  |  |  |  |  |  |  |
|                                                                              |                                                                              |                                                                              |                                                                              |                                                                              |                                                                              |                                               |                                               | | | | | | |                                                     |                                                     |                                                                      |                                                                      |                                                                      |                                                                      |                                                                      |                                                                      |                                                          |                                                          | Louis Napoléon Dermid Leclerc ° -4-1798 Milan † 14-8-1804 Frascati                                      | Louis Napoléon Dermid Leclerc ° -4-1798 Milan † 14-8-1804 Frascati                                      | Louis Napoléon Dermid Leclerc ° -4-1798 Milan † 14-8-1804 Frascati                                      | Louis Napoléon Dermid Leclerc ° -4-1798 Milan † 14-8-1804 Frascati                                      | Louis Napoléon Dermid Leclerc ° -4-1798 Milan † 14-8-1804 Frascati                                      | Louis Napoléon Dermid Leclerc ° -4-1798 Milan † 14-8-1804 Frascati                                      |                                                                                             |                                                                                             | Louise Friant ° 1815 Paris † 9-4-1869 Clermont                                                                              | Louise Friant ° 1815 Paris † 9-4-1869 Clermont                                                                              | Louise Friant ° 1815 Paris † 9-4-1869 Clermont                                                                              | Louise Friant ° 1815 Paris † 9-4-1869 Clermont                                                                              | Louise Friant ° 1815 Paris † 9-4-1869 Clermont                                                                              | Louise Friant ° 1815 Paris † 9-4-1869 Clermont                                                                              |                                                                                                |                                                                                                | Davout d'Auerstaedt | Davout d'Auerstaedt | Davout d'Auerstaedt | Davout d'Auerstaedt | Davout d'Auerstaedt | Davout d'Auerstaedt |  |  |  |  |  |  |  |  |  |  |  |  |  |  |  |  |  |  |  |  |  |  |  |  |  |  |  |  |  |  |  |  |  |  |  |  |  |  |

## Titres
De Jean-Louis Leclerc
- Baron Leclerc et de l'Empire[1] (lettres patentes du 27 novembre 1808[1]) ;
- Donataire (revenus : 4 000 fr.) en Hanovre par décret du 3 décembre 1809)[1] ;
- Comte Leclerc et de l'Empire (titre accordé par décret du 15 août 1809 et lettres patentes du 31 décembre 1809, signées à Paris) ;

De Nicolas Marin Leclerc
- Donataire (revenus : 14 000 fr.) en Westphalie par décret du 17 mars 1808)[1] ;
- Baron Leclerc et de l'Empire (titre accordé par décret du 19 mars 1808 et lettres patentes du 27 novembre 1808, signées au Camp impérial d'Aranda de Duero) ;
- Comte Leclerc Desessarts et de l'Empire (titre accordé par décret du 15 août 1809 et lettres patentes du 9 décembre 1809, signées à Paris) ;

## Armoiries
| Image | Armoiries |
| ----- | --- |
|       | Armes de Jean-Louis, comte Leclerc et de l'Empire Écartelé au premier de comtes pris pami les préfets, au deuxième d'azur à la pensée d'or, surmontée d'un soleil levant, cantonné à dextre en chef du même, au troisième d'argent à la tête de maure de sable tortillée et colletée d'or ; au quatrième d'azur à trois têtes de cheval d'argent., - Livrées : les couleurs de l'écu.                    |
|       | Armes de Nicolas Marin, baron Leclerc et de l'Empire Écartelé, le premier d'azur à la pensée d'or en pointe aussi d'or et au soleil naissant en chef à dextre ; le deuxième des barons militaires ; le troisième d'argent à la tête de maure de sable, tortillée et colletée d'or ; le quatrième d'azur aux trois têtes de cheval d'argent posées deux et une., - Livrées : les couleurs de l'écu.       |
|       | Armes de Nicolas Marin, comte Leclerc Desessarts et de l'Empire Écartelé au premier des comtes tirés de l'armée, au deuxième d'azur à la pensée d'or surmontée d'un soleil levant d'or. Cantonné à dextre en chef : au troisième d'argent à la tête de maure de sable tortillée et colletée d'or ; au quatrième d'azur à trois têtes de cheval d'argent deux et une., - Livrées : les couleurs de l'écu. |

## Personnalités

### Les militaires
- Nicolas Marin, comte Leclerc des Essarts (1770-1820), général d'Empire ;
- Charles Victoire Emmanuel Leclerc (1772-1802), général de la Révolution française

### Les politiques
- Jean Louis Leclerc (1767-1822), député de Seine-et-Oise au Corps législatif (Consulat), préfet napoléonien, maire de Montiers (Oise)

### Galerie de portraits

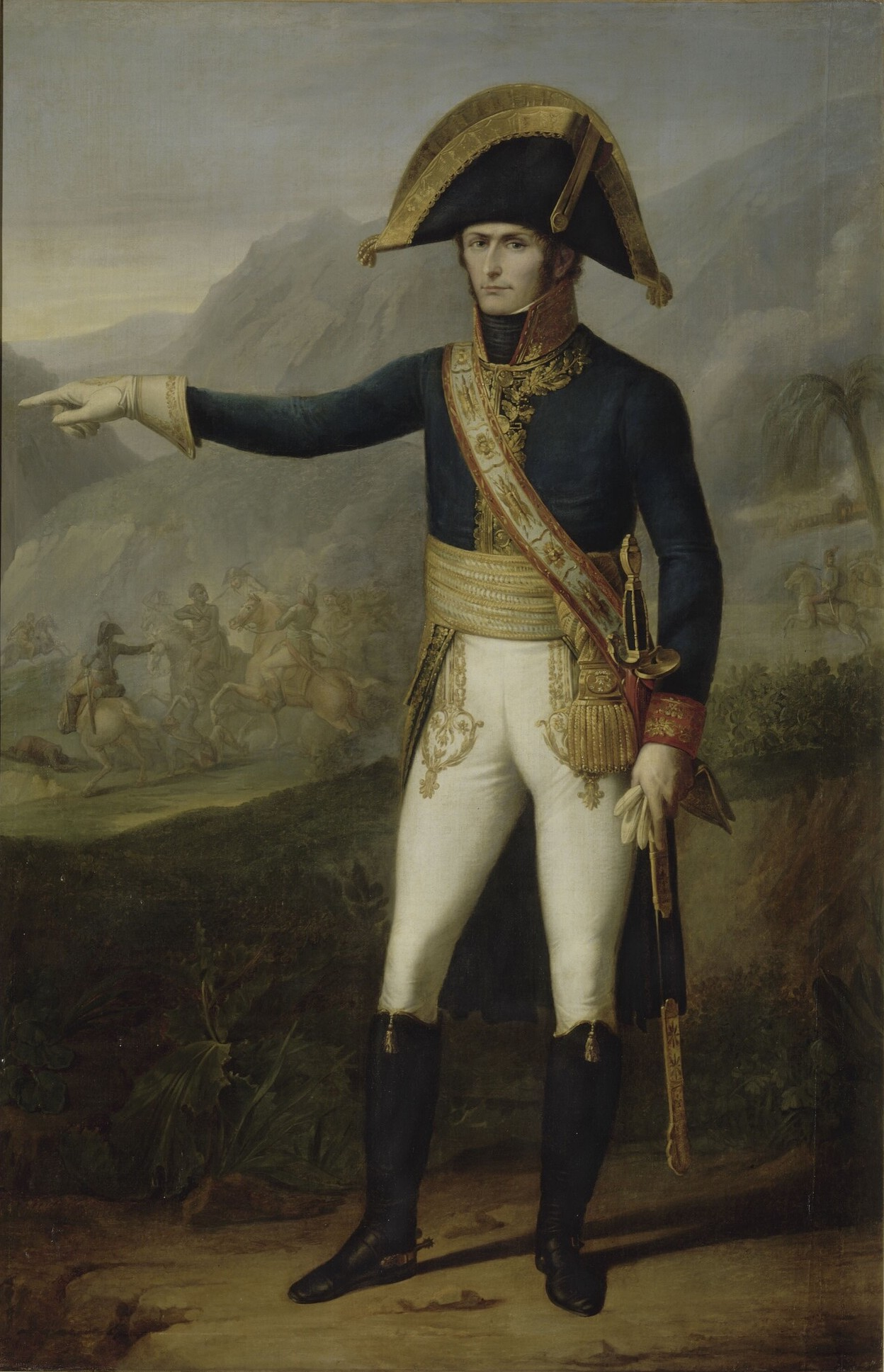
Charles Victoire Emmanuel Leclerc (1772-1802), par François-Joseph Kinson (1771-1839)
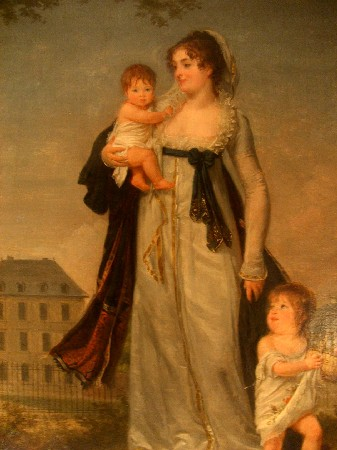
Aimée Leclerc, maréchale Davout (1782-1868), et ses enfants

## Châteaux, terres, etc.
- Château de Montiers